# Edoardo Piana Agostinetti
Edoardo Piana Agostinetti (* 9. September 1896 in Ornavasso, Italien; † 14. Januar 1976) war ein italienischer Geistlicher und römisch-katholischer Weihbischof in Novara.

## Leben
Edoardo Piana Agostinetti empfing am 16. Dezember 1923 das Sakrament der Priesterweihe. 
Am 21. Juli 1958 ernannte ihn Papst Pius XII. zum Titularbischof von Euroea in Phoenicia und zum Weihbischof in Novara. Der Bischof von Novara, Gilla Vincenzo Gremigni MSC, spendete ihm am 14. September desselben Jahres die Bischofsweihe; Mitkonsekratoren waren der Bischof von Pistoia, Mario Longo Dorni, und der Bischof von Andria, Francesco Brustia.
Edoardo Piana Agostinetti nahm an allen vier Sitzungsperioden des Zweiten Vatikanischen Konzils teil.